# Marsdenia purpusiana
Marsdenia purpusiana är en oleanderväxtart som beskrevs av W.D. Stevens. Marsdenia purpusiana ingår i släktet Marsdenia och familjen oleanderväxter. Inga underarter finns listade i Catalogue of Life.